# Lost - Dispersi nell'oceano
Lost - Dispersi nell'oceano è un film televisivo del 2002 diretto da Charles Beeson e tratto dal romanzo Il Robinson svizzero di Johann David Wyss.

## Trama
David Robinson viene condannato e inviato in una colonia penale, mentre sua moglie e i suoi figli ottengono l'autorizzazione a unirisi a lui durante il trasferimento. Tuttavia, durante il viaggio, la nave viene colpita da una tempesta e la famiglia, ad eccezione di un figlio di nome Jacob, rimane intrappolata sottocoperta. 
Jacob viene poi salvato da un gruppo di feroci pirati, mentre il resto della famiglia  si ritrova su un'isola tropicale, dove è costretta a sopravvivere. 
Gli stessi pirati che hanno in mano Jacob rapiscono poi Emily, la figlia di un capitano di mare, ma la ragazza riesce a fuggire sull'isola dove si innamora di Fritz ed Ernst.
Jacob si riunisce con la sua famiglia durante una battaglia contro i pirati, al termine della quale Emily viene restituita al padre. 
Alla fine i membri della famiglia si separano ognuno per la sua strada: alcuni restano sull'isola, altri fanno ritorno a casa.